# Mdzihé
Mdzihé ist ein Berg im Nordosten der Insel Anjouan im Inselstaat Komoren.

## Geographie
Der Berg ist ein nördlicher Ausläufer des Bandrakouni. Am Hangfuß an der Ostküste liegt der Ort Hajoho am Fiumara Chirontsini (mit den Zuflüssen Kangani und Dempou). Der Mdzihe überblickt auch den Krater Chagnoungouni an der Ostküste.